# Карачевский, Осип Иванович
Осип Иванович Караче́вский  (укр. Осип Іванович Карачевський; псевдонимы — «Свобода», «Юзик», 16 августа 1905 — 9 июня 1944) — украинский военный деятель, член штаба Карпатской Сечи, командир офицерской школы ОУН в Турковичах на Холмщине.

## Биография
Родился 16 августа 1905 гора в селе Держев (ныне Львовской области, Украина, тогда Жидачевский уезд, Королевство Галиции и Лодомерии, Австро-Венгрия) в крестьянской семье.
Со школьных лет член «Пласта». Принадлежал к куреню им. князя Ярослава Осмомысла (некоторое время возглавлял) и куреня старших пластунов «Отряд Червона калина» (один из его основателей).
Также принадлежал к молодёжным националистическим организациям (Организация высших классов украинских гимназий, Союз украинской националистической молодежи); вероятно, был членом УВО; с 1929 — в ОУН.
Окончил Стрыйскую гимназию, три курса Львовской политехники, который оставил из-за нехватки средств на обучение.
Служил в польской армии в 1928—1929 гг. («Батальон подхорунжих резервы пехоты № 5а» в Тешине), дослужился до звания поручика.
Работал во Львове контроллером в одном из самых успешных украинских кооперативных предприятий — «Маслосоюз». Впоследствии открыл свой овощной магазин на ул. Лычаковской, 108, под прикрытием которого занимался нелегальным распространением оружия, националистической и военной литературы.
В конце 1938 нелегально перешел польско-чехословацкую границу и до добрался до Закарпатья, где вступил в ряды «Карпатских Сечевиков».
После провозглашения независимости Карпатской Украины 15 марта 1939 организовывал оборону от венгерских войск в Иршавской округе. С боями его рота отступала на восток на Гуцульщину. Попал в венгерский плен, из которого сумел освободиться (по одним сведениям, выдал себя за немца). После освобождения он отправился в Германию, в военный тренировочный лагерь «Крипенау» в Дахштайне, где вступил в военные отряды националистов под командованием Романа Сушко. Командовал 1-м батальоном. Участвовал в боевых действиях в Польской кампании.
Когда немцы отдали Галичину СССР по пакту Молотова — Риббентропа, немецкая армия отошла за реку Сан. Карачевскому было поручено ликвидировать остатки польской армии, которая пробивалась через Лемковщину в Словакию. Впоследствии легион перешел в Криницу и частично в Закопане, где их в декабре 1939 года разоружили и расформировали.
С конца 1939 года жил в Кракове, где работал инструктором в военной референтуре краевого провода ОУН, а с марта 1940 — краевым военным референтом и руководителем тренировочном отдела повстанческого штаба. Преподавал в старшинской школе ОУН им. Коновальца (декабрь 1939 — март 1940), руководил старшинской школой в Турковичах (лето-осень 1940); окончил высшие штабные курсы ОУН в Кракове (начало 1941). В марте — начале апреля того же года участвовал во II Большом сборе ОУН, работал в военной секции.
Летом 1941 вернулся во Львов, работал краевым военным референтом ОУН на Западных Украинских Землях (ЗУЗ), которые охватывали территорию Галичины. Руководил подстаршинской школой ОУН в Поморянах. Легально работал директором молочарни (молокозавода) «Маслосоюз» во Львове, автор учебника «Партизанка», женился на Ирине Петришак. С осени 1942 в рядах УПА.
В конце 1942 арестован Гестапо. При попытке побега был ранен в плечо. Осенью 1943 его из тюрьмы во Львове перевезли в концлагерь Аушвиц.
Долгое время точные дата и место смерти Осипа Карачевского были неизвестны. Одни авторы указывали концлагерь Аушвиц, другие — Гиссен. Это затрудняло поиск. Помогло изложение в Интернет-материалах Международного центра нацистского преследования «Архивы Арользена», осуществленное с участием «Яд Вашем». В одном из документов указано, что Осип Карачевский погиб в лагере Нойенгамме в Гамбурге 9 июня 1944 года. Эта информация подтверждается проверкой списка жертв на сайте этого концлагеря.
Также в трудах исследователей часто встречается ошибочная дата рождения Осипа Карачевского — 6 марта 1905. Она указана в одном из документов польской полиции, обнаруженном историком Григорием Демьяном в Государственном архиве Львовской области. Хотя уже есть с десяток источников, которые указывают правильную дату — 16 августа 1905 и документы польской полиции, и реестр Пласта, и метрические записи о рождении и браке Осипа Карачевского; впрочем, и упомянутые выше документы нацистских концлагерей.